# A Very Special Christmas
A Very Special Christmas — благотворительный рождественский музыкальный альбом, компиляция, первый в серии альбомов A Very Special Christmas, выпущенных в пользу Специальной Олимпиады, вышедший в 1987 году. Альбом собрал миллионы долларов в пользу Специальной Олимпиады, 16 января 1998 года стал в США четырежды платиновым по сертификации RIAA, по состоянию на ноябрь 2014 года альбом стал 19-м самым продаваемым рождественским/праздничным альбомом в США в эпоху отслеживания продаж музыки SoundScan (март 1991 года — настоящее время): по данным SoundScan, было продано 2 520 000 копий. В совокупности этот альбом и последующие 10 собрали 145 миллионов долларов.

## История записи
Альбом был записан по инициативе звукооператора и продюсера Джимми Айовина. Он с начала 1970-х годов работал в бизнесе звукозаписи, и к тому времени на счету продюсера была работа с такими музыкантами, как Джон Леннон, Брюс Спрингстин, Патти Смит, Том Петти, U2, Dire Straits, The Pretenders. В 1985 году на фоне смерти отца (и предшествовавшим в течение восьми недель до того смертей деда и бабки по отцу), Айовину, во время разговора по телефону с Брюсом Спрингстином, пришла в голову мысль записать рождественский альбом в память об отце. Изначально вопрос о том, куда пойдёт прибыль от продаж альбома, Айовина не волновал; он лишь сразу предполагал, что деньги уйдут на благотворительность. Айовин попросил свою будущую жену Вики найти какую-то благотворительную организацию. Та была знакома с Бобби Шрайвером, сыном основательницы Специальной Олимпиады Юнис Кеннеди Шрайвер. Джимми Айовин побывал на соревнованиях Специальной Олимпиады и после этого, вместе с президентом Специальной Олимпиады Сарджентом Шрайвером обратился к Джерри Моссу, одному из создателей A&M Records и таким образом нашли финансирование для проекта.
Джимми Айовин в течение года летал по всему миру, ведя переговоры и записывая песни для альбома. Боно сказал, что «Когда Джимми Айовин появился с этой идеей, я знал, что мы не сможем отказаться от неё, хотя я уверен, что мы пытались от неё отказаться».
В конечном итоге в треклисте альбома чередовались торжественные и яркие песни, серьёзные и забавные. Это было видением Джимми Айовина. «Рождество сочетает в себе определённую меланхолию с определённой радостью, я всегда это чувствовал, и пытался уловить это настроение, это чувство». Роб Шеффилд, музыкальный критик и писатель, отметил, что альбом "создан так, чтобы было что-то для детей, что-то для стариков, что-то для бабушек и дедушек, что-то для странного пьяного дяди, который просто сидит в одиночестве за пуншем и напевает вместе с Бобом Сигером, поющим «The Little Drummer Boy».
Вышедший в октябре 1987 года альбом оценивается как изменивший подход к рождественской музыке среди поп-исполнителей в целом. Роб Шеффилд сказал, что:
«Это такой огромный альбом с точки зрения его воздействия, просто потому, что ничего подобного не было. Он изменил место Рождества в поп-культуре, определив эпохи до и после в истории Рождества в поп-культуре. Это вещь, которая никогда не существовала раньше и никогда больше не перестанет существовать. Поп-звезды теперь все хотят записать рождественские альбомы»
Оригинальный текст (англ.)“This is such a huge album in terms of its impact, just because there hadn’t been anything like it. It changed the place of Christmas in pop culture...a before-and-after moment in the history of Christmas in pop culture. It’s a thing that had never existed before, and afterwards was never going to not exist again. Pop stars now all want to do Christmas albums.
Критики отмечают песню The Pretenders «Have Yourself a Merry Little Christmas», «выдающийся трек» с трогательным («прекрасный, дымный вокал в джазовой версии») исполнением Крисси Хайнд, величественную и завораживающую версию «The Coventry Carol» в исполнении Элисон Мойе. Исполнение Мадонной песни «Santa Baby» названо излишне манерным; вместе с тем отмечается что такое исполнение в стиле бабблгам-поп некоторые любят, некоторые ненавидят. Также отмечается исполнение U2 весёлой песни «Christmas (Baby Please Come Home)»: «Невозможно переоценить, насколько сложно было исполнить весёлую поп-песню для U2, которые были самой серьёзной, торжественной, наполненной смыслом рок-группой на Земле, в то время, когда они были на пике своей серьёзности». Эта песня U2 стала одной из многих особенных рождественских композиций, которые до сих пор активно транслируются по радио во время рождественского сезона (в их число также входят песни, исполненные Мадонной, Eurythmics, Уитни Хьюстон, Джоном Мелленкмпом). Для записи песни «Do You Hear What I Hear?» в исполнении Уитни Хьюстон, Джимми Айовин летал в Северную Каролину, и записал её за один дубль, ненадолго прервав поездку певицы на концерт. «Она выглядела как ребёнок. Она жевала жвачку, пока слушала трек „Do You Hear What I Hear“?, после она достала жвачку, зашла в кабинку, надела наушники и спела, затем вышла обратно и лопнула пузырь из жвачки, в то время как у всех в группе были челюсти на земле».
Обложку альбома создал известный художник Кит Харинг.
В 1997 году был создан фонд Christmas Records Trust для управления активами, полученными в результате рождественских продаж серии A Very Special

## Список композиций
| №   | Название                               | Автор                                               | Исполнитель                        | Продюсер                                  | Время |
| --- | -------------------------------------- | --------------------------------------------------- | ---------------------------------- | ----------------------------------------- | ----- |
| 1.  | Santa Claus Is Coming to Town          | Джон Фредерик Кутс, Хейвен Гиллеспи                 | The Pointer Sisters                | Джимми Айовин, Рой Биттан                 | 3:22  |
| 2.  | Winter Wonderland                      | Феликс Бернар, Ричард Бернхарт Смит                 | Eurythmics                         | Eurythmics, Ричард Фельдман               | 3:36  |
| 3.  | Do You Hear What I Hear?               | Ноел Регни, Глория Шейн Бейкер                      | Уитни Хьюстон                      | Джимми Айовин                             | 3:33  |
| 4.  | Merry Christmas Baby                   | Лу Бакстер, Джонни Мур                              | Брюс Спрингстин и E Street Band    | Брюс Спрингстин, Джон Ландау, Чак Плоткин | 4:53  |
| 5.  | Have Yourself a Merry Little Christmas | Хью Мартин, Ральф Блейн                             | The Pretenders                     | Джимми Айовин, Боб Клирмаунтайн           | 4:42  |
| 6.  | I Saw Mommy Kissing Santa Claus        | Томми Коннор                                        | Джон Кугар Мелленкамп              | Джон Мелленкамп, Дон Геман                | 2:39  |
| 7.  | Gabriel's Message                      | Шарль Борд, Уильям Баринг-Гулд                      | Стинг                              | Стинг, Пит Смит                           | 2:14  |
| 8.  | Christmas in Hollis                    | Джозеф Симмонс, Дэррил Макдэниелс, Джем Мастер Джей | Run-DMC                            | Run-DMC., Стив Этт, Рик Рубин             | 3:00  |
| 9.  | Christmas (Baby Please Come Home)      | Элли Гринвич, Джефф Барри, Фил Спектор              | U2                                 | Джимми Айовин                             | 2:21  |
| 10. | Santa Baby                             | Джоан Джавис, Филип Спрингер, Тони Спрингер         | Мадонна                            | Джимми Айовин                             | 2:35  |
| 11. | The Little Drummer Boy                 | Кэтрин Кенникот Дэвис, Гарри Симеон, Генри Онорати  | Боб Сигер & the Silver Bullet Band | Джимми Айовин, Боб Сигер                  | 3:32  |
| 12. | Run Rudolph Run                        | Джонни Маркс, Марвин Броди                          | Брайан Адамс                       | Брайан Адамс                              | 2:43  |
| 13. | Back Door Santa                        | Кларенс Картер, Маркус Дэниэл                       | Bon Jovi                           | Джон Бон Джови, Ричи Самбора              | 3:54  |
| 14. | Coventry Carol                         | народная                                            | Элисон Мойе                        | Элисон Мойе, Питер Оксендейл              | 3:25  |
| 15. | Silent Night                           | Йозеф Мор, Франц Грубер                             | Стиви Никс                         | Джимми Айовин, Рой Биттан                 | 4:37  |

- На первом выпуске альбома имелась вступительная речь к песне «Have Yourself a Merry Little Christmas», предположительно произнесённая ребёнком. Позже она была исключена.
- Начиная с выпуска после 1992 года песня «Back Door Santa» была заменена другой песней в исполнении Bon Jovi «I Wish Everyday Could Be Like Christmas», которая была выпущена на стороне B сингла Keep the Faith.

## Музыканты
- Брайан Адамс — гитара (12)
- Кенни Аронофф — ударные (6)
- Рой Битанн — фортепиано (1, 15)
- Руперт Блэк — клавишные (5)
- Джонни Блиц — клавишные (12)
- Дон Брюйер — ударные (11)
- Розмари Батлер — бэк-вокал (11)
- Крис Кэмпбелл —  бас-гитара (11)
- Джон Кашелла — аккордеон (6)
- Шарон Селани — бэк-вокал (15)
- Кларенс Клемонс — саксофон (1)
- Ларри Клэн — гитара (6)
- Лаура Кример — бэк-вокал (11)
- Блэйр Каннингхэм — ударные (5)
- Микки Карри — ударные (12)
- Дэвид Эрвин — клавишные (11)
- Ричард Фельдман — ударные (программирование), клавишные (2)
- Дэвид Фриман — гитара (1)
- Крейг Фрост — фортепиано (11)
- Лайза Джермано — флейта (6)
- Донни Джеррард — бэк-вокал (11)
- Бобби Халл — перкуссия (3)
- Ричард Хайвард — ударные (3)
- Дориан Холли — бэк-вокал (11)
- Джимми Джонсон- бас-гитара (3)
- Стив Йордан — ударные (1)
- Чарльз Джадж — синтезатор и струнные аранжировки (3)
- Майкл Ландау — гитара (1)
- Энни Леннокс — клавишные (2)
- Нилс Лофгрен — гитара (11)
- Дарлин Лав — бэк-вокал (3, 9)
- Стив Люкатер — гитара (3)
- Робби МакИнтош — гитара (5)
- Коби Майерс — бас-гитара (6)
- Робби Ньюел — бэк-вокал (15)
- Пэт Питерсон — бэк-вокал (6)
- Дэрилл Финнисси — бэк-вокал (11)
- Альто Рид — саксофон (11)
- Андреа Робинсон — бэк-вокал (11)
- Кит Скотт — гитара, бэк-вокал (12)
- T. M. Стивенс — бас-гитара (1, 5)
- Дэйв Стюарт — ударные (программирование) (2)
- Кристал Талиферо — бэк-вокал (6), перкуссия (11)
- Дэйв Тейлор — бас-гитара (12)
- Джон Тауншенд- бэк-вокал (11)
- Джон Ван Тонгерен — клавишные (2)
- Майк Уончик — гитара (6)
- Уодди Уочтелл — гитара (15)
- Джей Уиндинг- фортепиано (3)
- Эдна Райт — бэк-вокал (3)